# Melka Kunture
Melka Kunture – kompleks stanowisk archeologicznych, położonych w dorzeczu rzeki Auasz ok. 50 km na południe od Addis Abeby w Etiopii, w 2024 roku wraz z Balchit wpisany na listę światowego dziedzictwa UNESCO. W głębokich warstwach stratygraficznych odkryte zostały szczątki hominidów oraz prehistoryczne narzędzia kamienne.
Prace archeologiczne w Melka Kunture, rozpoczęte w latach 60. XX wieku, prowadzone były przez Jeana Chavaillona, Marcello Piperno i Maurice’a Taieba. Najstarsze warstwy (stanowiska Karre I i Gombore I), datowane na 1,7–1,6 mln lat temu, zawierają ślady rozwiniętego oldowaju. W kolejnych warstwach poświadczony jest proces stopniowego przechodzenia z oldowajskiej tradycji technologicznej w tradycję aszelską (obecną w warstwach datowanych na ok. 1,1 mln lat temu). Do produkcji narzędzi wykorzystywano bazalt, trachit, jak również obsydian. Odkryte na stanowiskach Gombore II, Garba III i Garba IV szczątki ludzkie zostały zaklasyfikowane jako należące do Homo erectus.